# ییوووی
ییوووی (به چکی: Jívoví) یک منطقهٔ مسکونی در جمهوری چک است که در ناحیه ژدار ناد سازاووو واقع شده‌است. ییوووی ۷٫۶۶ کیلومتر مربع مساحت و ۲۹۵ نفر جمعیت دارد و ۵۵۰ متر بالاتر از سطح دریا واقع شده‌است.